# Daemon (film)
Daemon è un film televisivo del 1985, diretto da Colin Finbow. Il film è stato prodotto dalla Children's Film Unit, che ha realizzato film rivolti a un pubblico giovane.

## Trama
L'undicenne Nick si trasferisce con le sorelle Jennie e Clare nella vecchia casa di Helga, ragazza alla pari svedese alla quale sono stati affidati mentre i loro genitori sono in viaggio in America. Nella sua nuova scuola Nick non si trova affatto bene: fa amicizia con un ragazzo di nome Sam ed è intimidito dall'insegnante di lettere, Mr. Crabb, appassionato di occulto e demonologia. Ben presto Nick inizia a sentire voci in casa, a ricevere messaggi sullo schermo del suo computer e a soffrire di inspiegabili vesciche a piedi. Parlando con la psichiatra Rachel, Nick dice di sentirsi come posseduto da un demone. Tre dei suoi compagni di scuola sono anch'essi convinti della cosa e, quando Crabb muore in uno strano incidente, decidono di uccidere Nick trapassandolo con un paletto nel cuore. Tuttavia, la causa della possessione si scoprirà essere Tom, un bambino spazzacamino bruciato vivo nel camino della casa nel lontano 1839. Dopo un incendio climatico, lo scheletro di Tom viene scoperto nel vecchio camino ed il fantasma smette di tormentare il piccolo Nick.

## Accoglienza
Time Out ha recensito Daemon, affermando che è "destinato a coinvolgere il pubblico giovane".

## Citazioni cinematografiche[3]
- Un poster dei Daleks della serie Doctor Who è affisso su un muro.
- In un dialogo viene menzionato il film Il presagio.
- In una scena di classe viene menzionato il film Conflitto finale.